# Norbanus scelestus
Norbanus scelestus är en stekelart som först beskrevs av Girault 1914.  Norbanus scelestus ingår i släktet Norbanus och familjen puppglanssteklar. Inga underarter finns listade i Catalogue of Life.